# حمية سوانك
حمية سوانك هو نظام غذائي بسيط لحرق الدهون المشبعة حيث تم اقتراحه في عام 1949 من قبل «روي لافير سوانك» دكتوراه في الطب عام (1909_2008) وهو أخصائي أكاديمي في علم الأعصاب في جامعة أوريغون لعلاج التصلب المتعدد، لا يوجد إثبات حول الإدعاءات المقدمة عن النظام الغذائي غير تلك التي من قبل منشورات الدكتور سوانك ومحفوظات لعلم الأعصاب والطب النفسي.
حمية سوانك حمية دهون منخفضة الإشباع لإدارة تصلّب الأنسجة المتعدّد (Multiple Sclerosis).

## الحمية
الحمية تتكون ممايلي ː
1.الدهون المشبعة يجب أن لا تتجاوز 15 غراما يوميا.
2.ينبغي أن تبقى الدهون غير المشبعة بين 20-50 غرام يوميا.
3.عدم تناول اللحوم الحمراء في السنة الأولى. 
بعد السنة الأولى، يسمح بـ 85 غرام (3 أوقيه) من اللحوم الحمراء مرة واحدة أسبوعيا.
4.منتجات الألبان يجب أن يحتوي على 1 ٪ أو أقل زبد ما لم يذكر خلاف ذلك.
5.يمنع تناول الأطعمة المصنعة التي تحتوي على الدهون المشبعة.
6.ينصح بتناول مصدر جيد للأحماض أوميغا 3 (زيت السمك، زيت كبد سمك القد، حبات زيت كبد سمك القد، وغيرها) مع مصدر لمتعدد الفيتامينات ومعادن مكملة يوميا.
لا توجد أية قيود على القمح ومنتجات الألبان أو الغلوتين، ولكن يجب الابتعاد عن أي أطعمة لا يستحملها مريض التصلب المتعدد.

## البحث العلمي
قام الدكتور سوانك بأبحاثه على 144 مريض خلال فترة 34 سنة وتم نشر بحثه في أحد أشهر المجلات الطبية لايسنت (The Lacent) في 7-7-1990. نتائج الدراسة أظهرت أن الذين إتبعوا الحمية الغذائية لم يظهر أي تدهور كبير في حالتهم لمدة 34 سنة. على العكس الذين لم يتبعو الحمية تدهورت حالتهم بشكل كبير خلال الفترة نفسها. مقالات أحدث أظهرت أنه بعد 44 عاما، المرضى الذين قد استمروا في إتباع هذا النظام الغذائي لم يظهر أي تدهور كبير في حالتهم.
وجه انتقاد إلى أبحاث الدكتور سوانك من قبل بعض لأنها تفتقر إلى اختبارات مضاعفة العمى(Double Blind Testing). لهذا السبب، فإن الكثيرين في المجتمع الطبي لا يقبلون حمية سوانك كعلاج لمرض التصلب العصبي المتعدد.
أيضا، منذ أن أجرى الدكتور سوانك أبحاثه، كان هناك قدرا كبيرا من البحوث المتعلقة بالتغذية، والتصلب المتعدد. لمزيد من البحوث الحديثة، أنظر إلى كتاب "Taking Control of Multiple Sclerosis" للدكتور جورج جيلينيك (Dr. Goerge Jelinek)، وهو أستاذ في الطب من أستراليا.

## الروابط الخارجية
- السيطرة على مرض التصلب العصبي المتعدد من قبل الدكتور جورج يلينيك، وهو أستاذ في الطب من أستراليا
- _swank2.mp3 1995 مقابلة إذاعية مع الدكتور سوانك]
- مقابلة مع الدكتور روي سوانك، دكتوراه في الطب
- موقع مرض التصلب العصبي المتعدد على الانترنت
- مجموع مناقشة تغذية مرض التصلب المتعدد